# 丹麦君主
丹麥君主（英語：Monarchy of Denmark）為丹麥王國的憲政體制及歷史職位。丹麥王國包含丹麥本土，以及自治領地法羅群島與格陵蘭。丹麥王國於八世紀已然鞏固，其統治者於法蘭克文獻（以及部分晚期弗里斯蘭文獻）中皆被一致地稱作「國王」（Reges）。於公元804年古德弗德國王統治下，該王國或已囊括中世紀丹麥的所有主要省份。
現今統一丹麥王國由維京國王老戈姆與藍牙哈拉爾於十世紀創建或重新統一。該王國原為選舉君主制，至十七世紀腓特烈三世統治期間方轉為世襲制。而其向君主立憲制過渡的決定性轉變發生於公元1849年，首部民主憲法於此時取代了舊有的絕對君主制憲法。現今王室為格呂克斯堡公爵家族的分支，該家族原出自現今德國之石勒蘇益格-荷爾斯泰因地區，而格呂克斯堡家族本身為奧爾登堡家族的旁支。格呂克斯堡家族亦於直系男性血統中產生了挪威國王、英國國王以及前希臘國王。
丹麥君主制為憲政體制，故君主角色受丹麥憲法所界定及限制。依據憲法，丹麥政府之最終行政權仍由君主的王室保留權行使；然於實踐中，該等權力僅依據國會頒布之法律或慣例的約束而行使。君主於實踐中，受限於非黨派職能，如授予榮譽及正式任命首相。君主及其直系親屬承擔多項官方、禮儀、外交及代表職責。
腓特烈十世國王於2024年1月14日登基即位，其母瑪格麗特二世女王也於當時正式退位。丹麥王室的尊號自1513年起在傳統上就於「腓特烈」及「克里斯蒂安」之間交替。據此，腓特烈的王位推定繼承人為克里斯蒂安王儲。

## 歷史沿革

### 早期王國時代

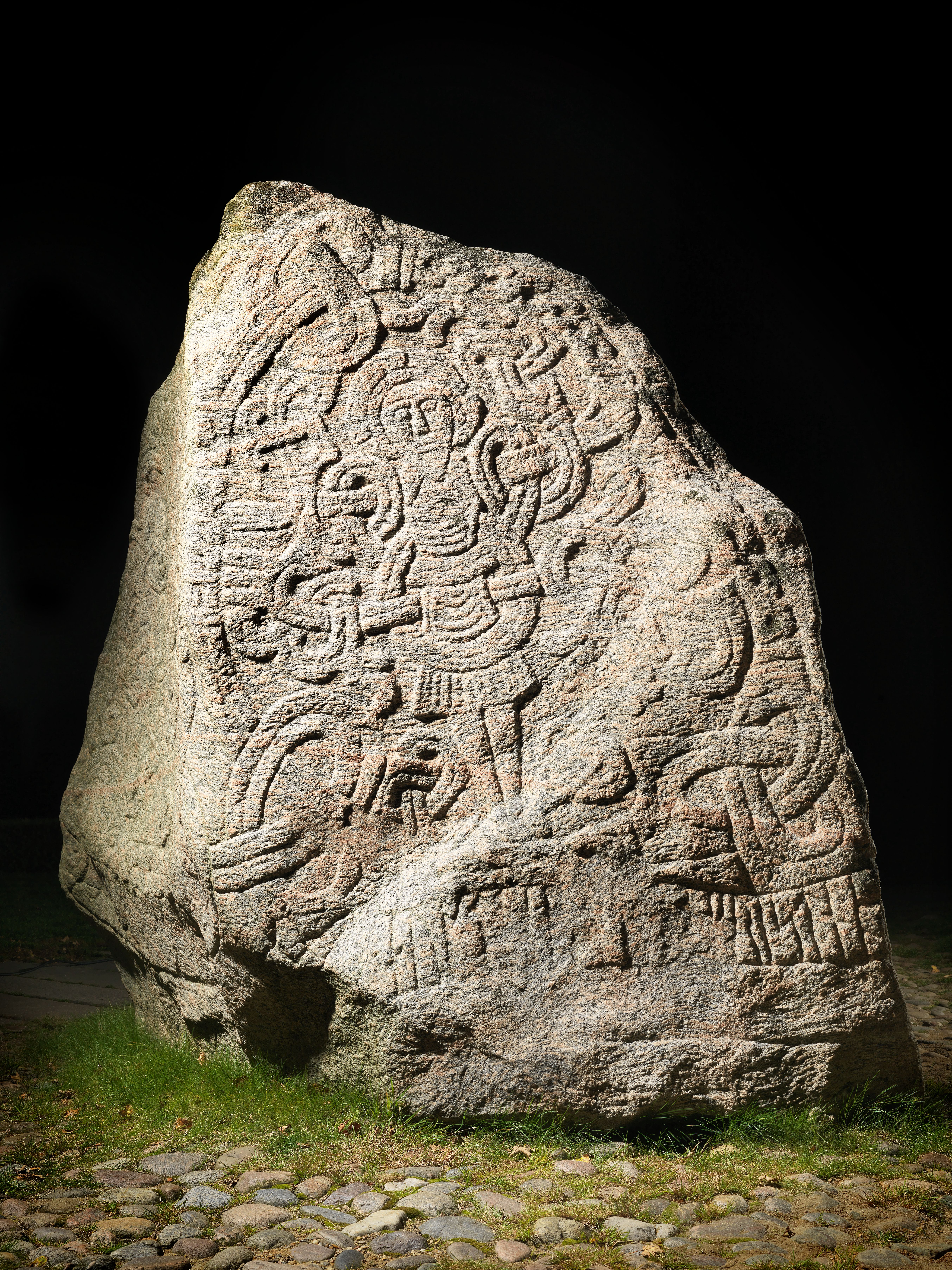
兩塊耶靈石之一，它見證了藍牙哈拉爾統一丹麥和皈依基督教。

丹麥的君主制擁有超過1200年的歷史，其始創於於八世紀或更早。現代丹麥王國的國王世系可以追溯到老戈姆的父親哈達克努特，他於十世紀初至中期在位。然而，丹麥王國本身可能比這還要早數百年。
公元965年，藍牙哈拉爾統一或更有可能是重新統一了丹麥並正式使之基督教化，這一事蹟被記錄在耶靈石上。哈拉爾王國的確切疆域尚不清楚，但有理由相信其疆域從丹麥工事延伸出發，包括維京城市海德比，並抵至整個日德蘭半島、丹麥群島以及今日瑞典的南部；囊括了斯科訥地區，或許還有哈蘭地區。此外，耶靈石也證實哈拉爾「贏得」了挪威。哈拉爾的兒子八字鬍斯文對英格蘭發動了一系列征服戰爭，斯文的兒子克努特大帝於十一世紀中期完成了這些戰爭。克努特的統治代表了丹麥維京時代的頂峰；他的北海帝國包括英格蘭（1016年）、丹麥（1018年）、挪威（1028年），並對德國東北海岸擁有強大的影響力。
瓦爾德瑪四世的最後一位後裔——克里斯多福三世於公元1448年去世。奧爾登堡伯爵克里斯蒂安被選為其繼承人並成為下一任丹麥君主，他以克里斯蒂安一世的名義統治。他是索菲婭的後裔，而索菲婭則是瓦爾德瑪四世的姑媽並且還是埃里克五世女兒韋爾勒夫人里切薩的女兒。因此，里切薩可被視為奧爾登堡家族在某種意義上的女性始祖。

## 繼承順序

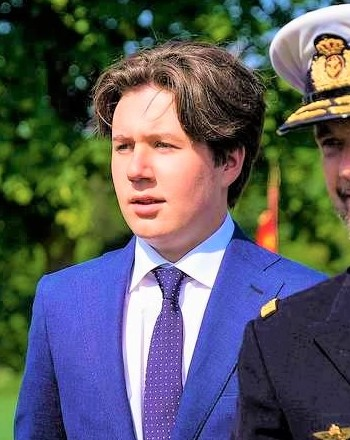
克里斯蒂安王子自2024年起成為丹麥王國的王儲。

自2009年起，丹麥王國實行絕對長子繼承制。1953年3月27日通過的《丹麥王位繼承法》將王位繼承權限制於丹麥國王克里斯蒂安十世及其妻亞歷山德琳王后經認可婚姻所生的後裔。
若王室成員未經國務會議中君主許可而結婚，則喪失其王位繼承權。非婚生的王室成員子女或未經王室許可結婚的前王室成員子女及其後裔，皆被排除於王位繼承權之外。此外，君主在批准婚姻時亦可附加條件，以確保所生育的任何後代都擁有繼承權。1953年6月5日《丹麥王國憲法》第二部分第九條規定，若克里斯蒂安十世國王與亞歷山德琳王后無合格後裔之情況發生，國會將選舉一位國王並確定新的繼承順序。
依據《丹麥王國憲法》第二部分第六條的規定，丹麥君主必須為丹麥國教會或丹麥福音路德教會的成員。國教會依法為丹麥的國教。儘管君主並非教會首腦，但君主與國會共同構成教會的世俗最高權力機構。在此角色下，君主需履行與教會相關的特定職責，例如任命新主教和批准教會使用的文本。
2024年1月14日，克里斯蒂安王子因其祖母瑪格麗特二世宣佈退位並由其父親腓特烈十世登基後成為丹麥王位的法定繼承人。

### 歷史背景
首部規範丹麥王位世襲繼承法律為1665年11月14日頒布並於1709年出版的《國王法》。該法宣告，丹麥王位應世襲傳承予腓特烈三世國王的合法後裔且繼承順序應遵循半薩利克長子繼承制，即王位由繼承人繼承，於君主子女中，男性優先於女性；於兄弟姊妹中，年長者優先於年幼者；於腓特烈三世之遠系後裔中，依替代原則，較資深分支優先於較年輕分支。若男性血統中無合格之在世男性王室成員，則女性後裔有資格繼承王位。至於霍爾斯坦及勞恩堡公國，國王以公爵身份統治該等領地，該等領地遵循薩利克法（即僅男性可繼承公爵王位），且經共同協議永久結合。什列斯威格公國（丹麥采邑）、霍爾斯坦及勞恩堡公國（德意志采邑）與丹麥王室形成個人聯合。
此差異於丹麥國王腓特烈七世無子嗣，王朝更迭迫在眉睫，且公國繼承順序與丹麥繼承順序分歧時，引發問題。此意味著，新任丹麥國王將不會同時成為什列斯威格公爵或霍爾斯坦公爵。為確保易北河公國持續附屬於丹麥王室，公國繼承順序於1852年倫敦議定書中進行修改，指定什列斯威格-霍爾斯坦-宗德堡-格呂克斯堡之克里斯蒂安九世王子為新任王位推定繼承人，儘管嚴格而言，其依長子繼承制，既非丹麥王位之繼承人，亦非什列斯威格、霍爾斯坦或勞恩堡公國之繼承人。最初，丹麥首相克里斯蒂安·阿爾布雷希特·布盧姆欲保留各自之繼承原則，然最終政府決定採用統一之父系長子繼承制，並獲國會接受。
該繼承順序維持一百年，其後於1953年，薩利克法變更為男性優先長子繼承制，即女性可繼承，惟須無兄弟。2009年，王位繼承方式再度變更，此次變更為絕對長子繼承制。

## 主要住所

### 現有住所

#### 阿馬林堡宮

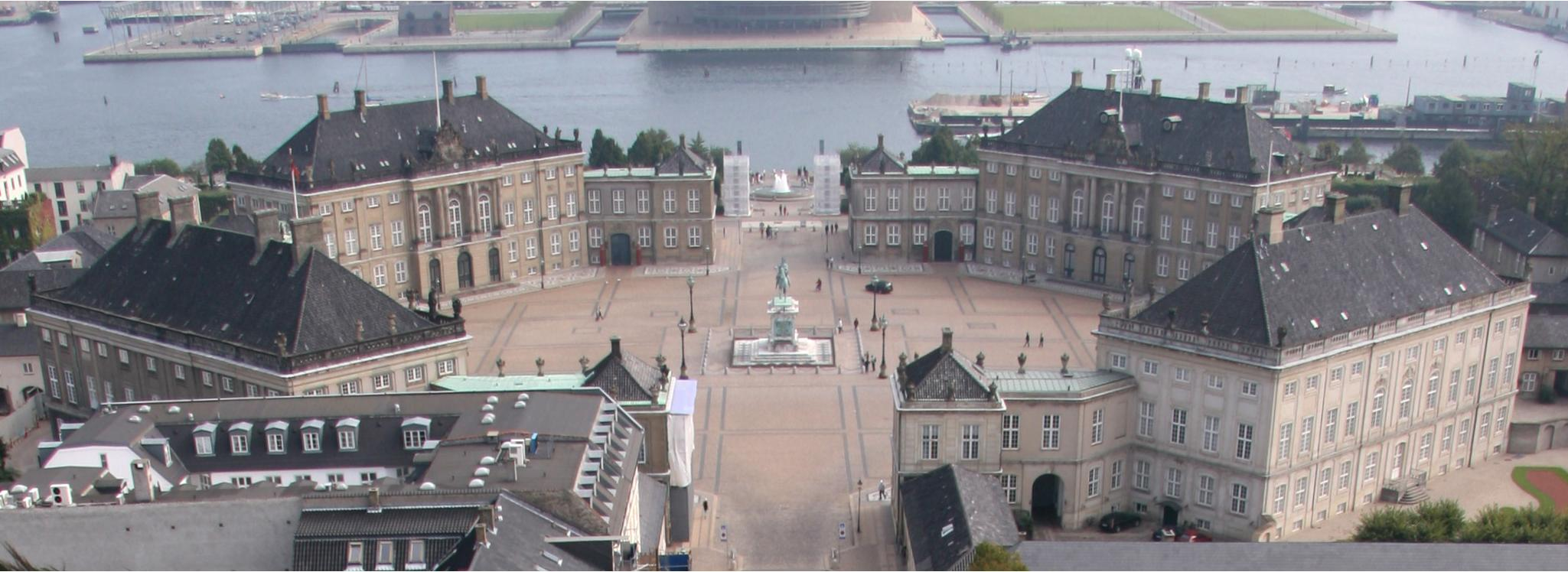
阿馬林堡宮是丹麥君主的主要居所。

君主可使用位於哥本哈根阿馬林堡宮的四座宮殿作為其居所及辦公場所。該等宮殿環繞一八角形庭院而建。
目前，退位君主瑪格麗特二世女王居於克里斯蒂安九世宮，而現任君主腓特烈十世國王則居於腓特烈八世宮。克里斯蒂安八世宮設有供其他王室成員居住之公寓，而克里斯蒂安七世宮則用於舉辦官方活動及接待賓客。
阿美琳堡最初於1750年代由建築師尼古拉·艾格特維德為四個貴族家庭所建；然而，1794年克里斯蒂安堡宮發生火災後，王室購置該等宮殿並遷入。
克里斯蒂安八世宮及克里斯蒂安七世宮的國事廳均已開放予公眾參加導覽行程。

#### 克里斯蒂安堡宮

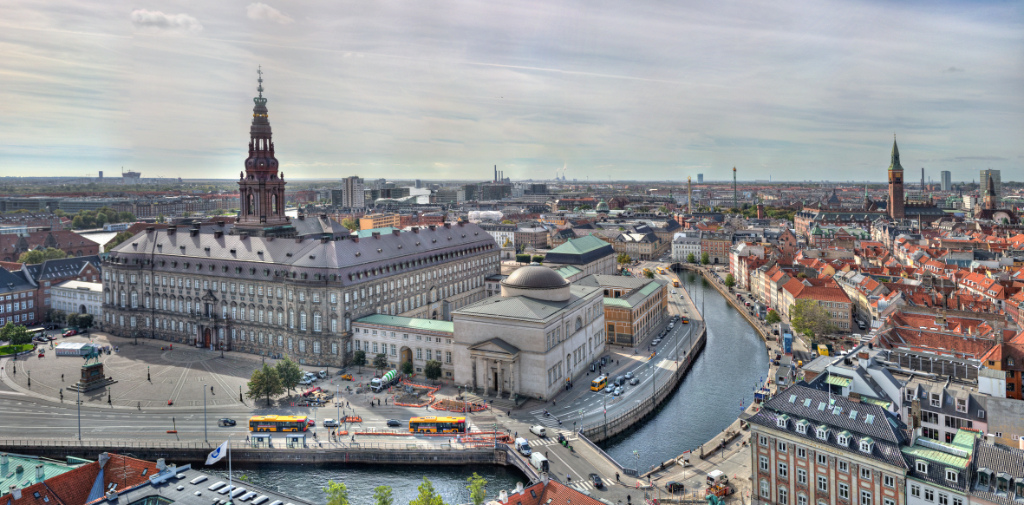
克里斯蒂安堡宮是丹麥君主諸多官方活動的舉辦場所。

此外，同樣位於哥本哈根克里斯蒂安堡宮的部分區域亦供君主使用。
該處為官方活動的主要舉辦場地，例如王室宮會、國宴、外交使節遞交國書、公開覲見、國務委員會議、招待會、王室洗禮、公眾瞻仰儀式及其他典禮。
王家馬廄亦設於此處，其提供王室成員乘坐馬車之禮儀性交通服務。
現在的建築是第三座以此名字命名的建築，也是自1167年建造第一座城堡以來在同一地點建造的一系列城堡和宮殿中的最後一座。現今宮殿的主體部分於1928年完工，屬於歷史主義的新巴洛克風格。教堂建於1826年，為新古典主義風格。展覽場地建於1738年至1746年，為巴洛克風格。
宮殿內供王室使用的部分在空閒時會開放予公眾參觀。

#### 弗雷登斯堡宮

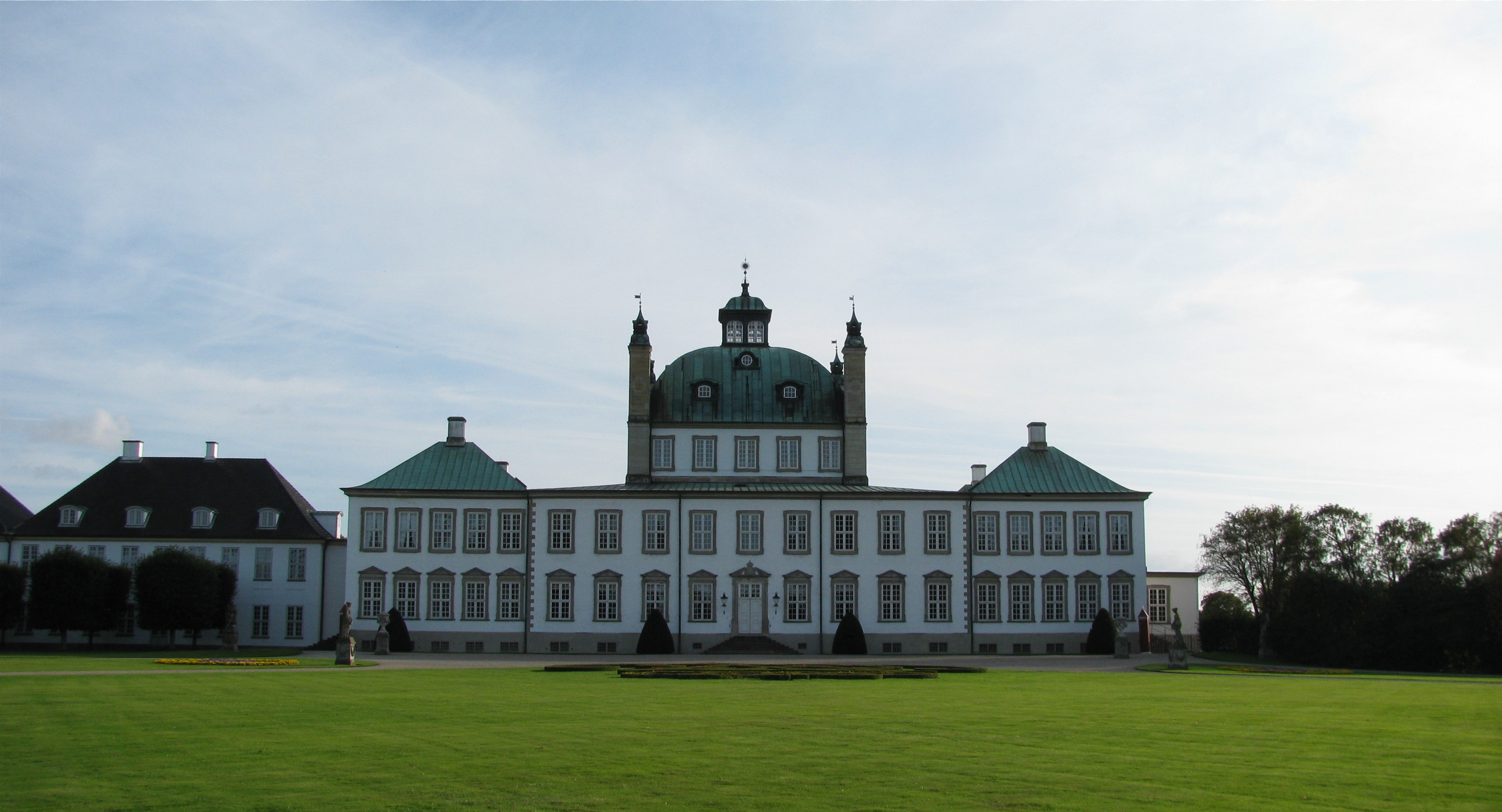
弗雷登斯堡宮是丹麥君主在春秋兩季的居所。

丹麥君主的另一個住所位於哥本哈根北部的弗雷登斯堡宮。這裡除了供君主在春秋兩季居住之外，也是君主接待進行國事訪問的外賓或舉行其他禮儀性活動的場所。
當弗雷登斯堡宮未被君主使用時，遊客可以在導遊的帶領下參觀該宮殿。

#### 格羅斯滕宮
位於日德蘭半島的格羅斯滕宮也是丹麥君主的一處住所。這裡曾是曾是腓特烈九世國王與英格麗德王后的夏宮。而在英格麗德王后在2000年過世後，她的女兒瑪格麗特二世女王也會每年夏季來此短暫度假。

#### 隱居狩獵行宮
位於哥本哈根北方耶格堡鹿苑的隱居狩獵行宮是供丹麥王室狩獵時所使用。

#### 無憂宮
無憂宮曾是前王儲克努茲王子及其妻子卡洛琳-瑪蒂爾德王妃的居所。
目前該宮殿已不再被王室使用。

#### 馬塞利斯堡宮
丹麥君主目前所使用的居所多為丹麥國家所有，但位於奧胡斯的馬塞利斯堡宮則是瑪格麗特二世女王的私有財產。
該宮殿為瑪格麗特二世女王的夏宮，但它會於復活節及耶誕節假期向公眾開放。

## 王室成員
在丹麥王國，所有持有丹麥王子或公主頭銜的執政王朝成員皆被視為丹麥王室成員。如同其他歐洲君主國，由於缺乏對王室成員身份的嚴格法律或正式定義，因此區分何者為國家王室成員實屬困難。國王及其兄弟姊妹均隸屬於格呂克斯堡家族，而格呂克斯堡家族為奧爾登堡家族之分支。

### 主要成員
丹麥王室主要成員包括：
- 腓特烈十世國王（現任君主）
  - 瑪麗王后（現任君主妻子）
    - 克里斯蒂安王儲（現任君主長子）
    - 伊莎貝拉公主（現任君主二女）
    - 文森特王子（現任君主三子）
    - 約瑟芬公主（現任君主四女）[8]

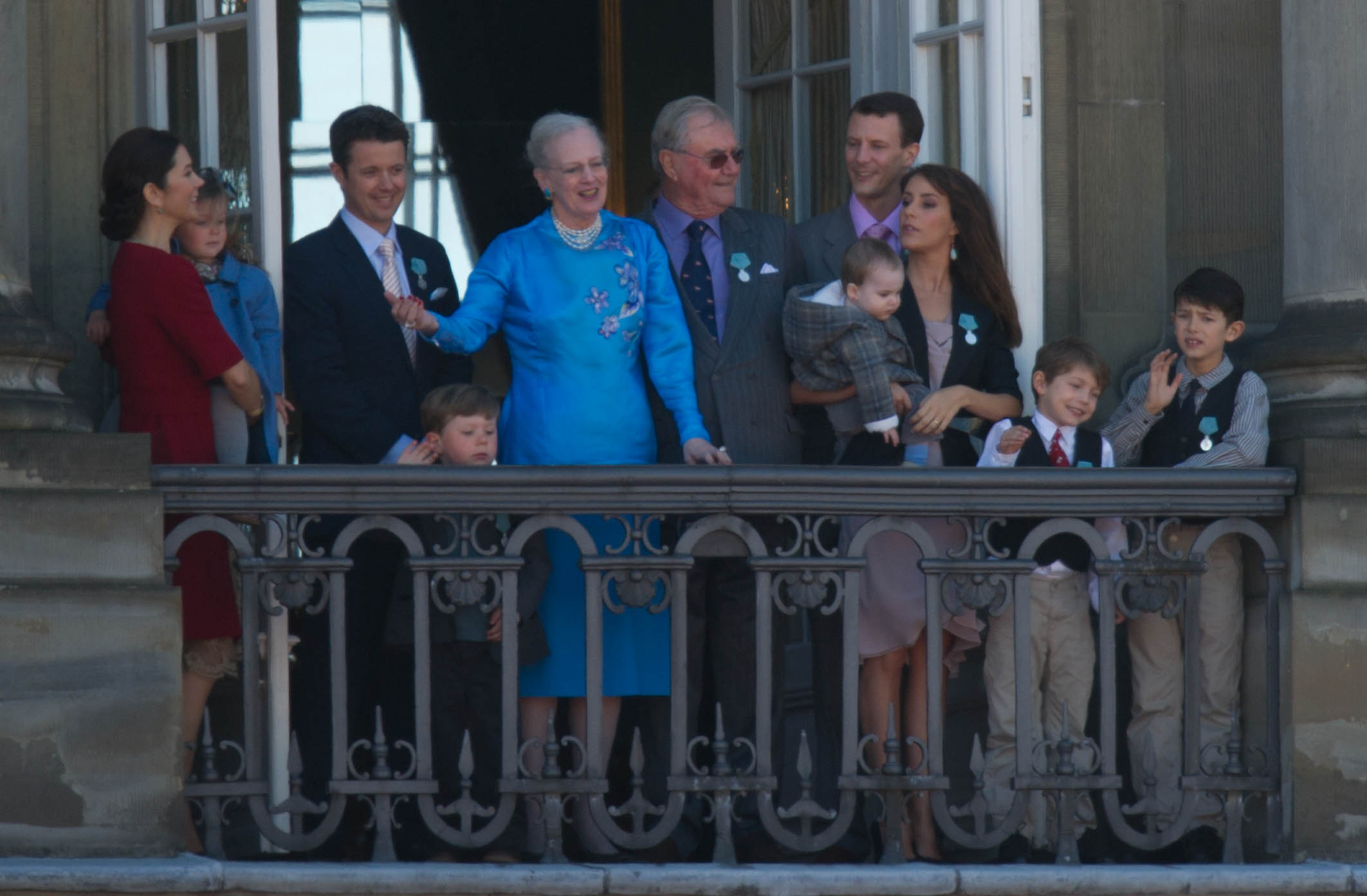
丹麥王室成員於瑪格麗特二世女王70歲壽誕慶典（攝於2010年4月16日）

- 瑪格麗特二世女王（前任君主 / 現任君主母親）
  - 約阿基姆王子（瑪格麗特二世女王次子 / 現任君主弟弟）
  - 瑪麗王妃（約阿基姆王子妻子 / 現任君主弟媳）
    - 尼古拉伯爵（約阿基姆王子長子 / 現任君主長侄）
    - 費利克斯伯爵（約阿基姆王子次子 / 現任君主次侄）
    - 亨里克伯爵（約阿基姆王子三子 / 現任君主三侄）
    - 雅典娜女伯爵（約阿基姆王子四女 / 現任君主四姪）
- 塞恩-維特根施泰因-貝勒堡的王太妃（原尊號「本尼迪克特公主」）（現任君主大姨母）
- 希臘人的遜位王后（原尊號「安娜-瑪麗王后」）（現任君主二姨母）

### 外圍成員
廣義上的丹麥王室成員雖未持有丹麥王子或公主之頭銜，然與瑪格麗特二世關係密切且偶爾出席丹麥王室的活動。這些成員包括：
- 塞恩-維特根施泰因-貝勒堡親王（英语：Gustav, 7th Prince of Sayn-Wittgenstein-Berleburg）（又稱「古斯塔夫親王」）（本尼迪克特公主長子）
  - 塞恩-維特根施泰因-貝勒堡親王妃（英语：Carina Axelsson）（又稱「卡麗娜王妃」）（古斯塔夫親王妻子）
    - 塞恩-維特根施泰因-貝勒堡的古斯塔夫·阿爾布雷希特王子（古斯塔夫親王長子）
    - 塞恩-維特根施泰因-貝勒堡的馬法爾達公主（古斯塔夫親王次女）
- 塞恩-維特根施泰因-貝勒堡的亞歷山德拉公主（英语：Princess Alexandra of Sayn-Wittgenstein-Berleburg）（本尼迪克特公主次女）
  - 阿勒費爾特-勞維格-比利的米歇爾伯爵（英语：Michael Ahlefeldt-Laurvig-Bille）（亞歷山德拉公主丈夫）
    - 普費爾和克萊因-埃爾古斯的理查德伯爵（亞歷山德拉公主長子）
    - 普費爾和克萊因-埃爾古斯的英格麗女伯爵（亞歷山德拉公主次女）
- 塞恩-維特根施泰因-貝勒堡的娜塔莉公主（英语：Princess Nathalie of Sayn-Wittgenstein-Berleburg）（本尼迪克特公主三女）
  - 康斯坦丁‧約翰斯曼 (娜塔莉公主長子)
  - 路易莎·約翰斯曼（娜塔莉公主次女）
- 羅森堡的因戈爾夫伯爵（瑪格麗特二世女王的堂兄）
  - 羅森堡的蘇茜伯爵夫人（丹麥語：Sussie af Rosenborg）（因戈爾夫伯爵妻子）
- 腓特烈堡的亞歷山德拉女伯爵（約阿基姆王子前妻 / 尼古拉伯爵與費利克斯伯爵的生母）

### 希臘王室
因希臘王室的大多數成員為丹麥國王克里斯蒂安九世的後裔，故亦為丹麥王室成員並持有希臘暨丹麥王子或公主的頭銜。但由於米歇爾王子與瑪麗娜·凱雷拉的婚姻為貴賤通婚，因此他們及其子女亞歷山德拉公主與奧爾加公主則為例外。

## 外部連接
- 官方网站（丹麦文）（英文）